# Eragrostideae
Eragrostideae é uma tribo da subfamília Chloridoideae.

## Gêneros

### *Referência:GRIN Taxonomy for Plants USDA
Acrachne - Aeluropus - Allolepis - Apochiton - Bealia - Bewsia - Blepharidachne - Blepharoneuron - Brachychloa - Calamovilfa - Chaboissaea - Cladoraphis - Coelachyrum - Crypsis - Dactyloctenium - Dasyochloa - Desmostachya - Dinebra - Distichlis - Drake-Brockmania - Ectrosia - Ectrosiopsis - Eleusine - Entoplocamia - Eragrostiella - Eragrostis - Erioneuron - Fingerhuthia - Gouinia - Habrochloa - Halopyrum - Harpachne - Heterachne - Hubbardochloa - Indopoa - Jouvea - Kengia - Leptocarydion - Leptochloa - Lophacme - Lycurus - Monanthochloe - Monodia - Muhlenbergia - Munroa - Myriostachya - Neesiochloa - Neyraudia - Ochthochloa - Odyssea - Orinus - Oropetium - Pereilema - Planichloa - Plectrachne - Pogonarthria - Pogononeura - Psammagrostis - Psilolemma - Redfieldia - Reederochloa - Rheochloa - Richardsiella - Schenckochloa - Sclerodactylon - Scleropogon - Silentvalleya - Sohnsia - Sporobolus - Steirachne - Swallenia - Symplectrodia - Tetrachne - Thellungia - Trichoneura - Tridens - Triodia - Triplasis - Tripogon - Triraphis - Uniola - Urochondra - Vaseyochloa - Viguierella